# Chrom(II)-iodid
Chrom(II)-iodid ist eine anorganische chemische Verbindung des Chroms aus der Gruppe der Iodide.

## Gewinnung und Darstellung
Chrom(II)-iodid kann durch Reaktion von Chrom mit Iod gewonnen werden.
{\displaystyle \mathrm {Cr+I_{2}\longrightarrow CrI_{2}} }

## Eigenschaften
Chrom(II)-iodid ist ein höchst luft- und feuchtigkeitsempfindlicher Feststoff, der in Form von braunroten Blättchen vorliegt, wobei dünnere Blättchen durchscheinend sind. Er ist leicht löslich in luftfreiem Wasser. Die luftfreie Lösung hat eine hellblaue Farbe, ansonsten ist sie grün. Er kristallisiert im orthorhombischen Kristallsystem (verzerrter Cadmium(II)-iodid-Typ) in der Raumgruppe Cmcm (Raumgruppen-Nr. 63).